# Distretto di Iparía
Il distretto di Iparía è un distretto del Perù nella provincia di Coronel Portillo (regione di Ucayali) con 10.774 abitanti al censimento 2007.
È stato istituito il 2 luglio 1943.